# قرغه

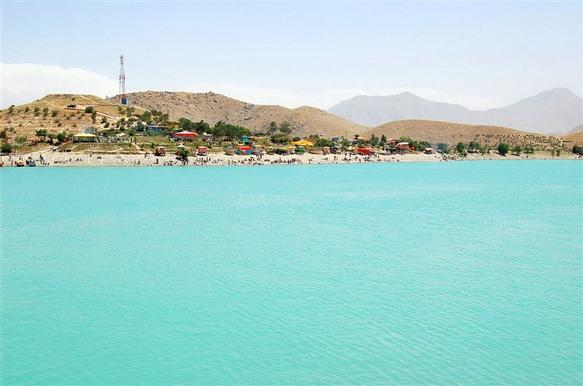
نمایی از شهرقرغه

قرغه یک شهر در غرب افغانستان و در نزدیکی کابل کابل است. آکادمی نظامی ملی افغانستان در این ناحیه جای دارد.